# Protestas en Irán de 2021-2022
Las protestas iraníes de 2021 son protestas en curso en Irán, en muchas regiones, para protestar por la escasez de agua y los apagones de electricidad en todo Irán, lo que alimenta la ira pública. Las protestas estallaron el 15 de julio para protestar por la escasez de agua y la crisis, pero pronto se encontraron con la violencia y la brutalidad policial. Las protestas se han denominado Levantamiento de los sedientos.
Las protestas comenzaron el 15 de julio en Juzestán en respuesta a la crisis del agua, pero se extendieron rápidamente a otras provincias y se volvieron de naturaleza política, con manifestantes en varias ciudades pidiendo el fin del régimen actual.

## Antecedentes
La crisis del agua de Irán ha llegado a un punto crítico. Incluso los medios de comunicación estatales del régimen han reconocido la terrible situación, con al menos 700 aldeas sin agua. “De los 85 millones de habitantes de Irán, alrededor de 28 millones viven en áreas con escasez de agua y están bajo presión en este sentido, principalmente en las regiones central y sur del país. La escasez de agua ha afectado a todos los sectores de la sociedad, desde los hogares urbanos hasta las comunidades agrícolas y rurales ”, escribió el aftab News, administrado por el estado, el domingo 4 de julio de 2021.“ La lucha de los búfalos en las aguas residuales de la ciudad que alguna vez fue la costa del humedal tiene un solo mensaje: una catástrofe ambiental está ocurriendo en silencio ”, escribió al respecto el diario estatal Arman Daily, el 4 de julio.

## Cronología

### 15 de julio
Durante los últimos días, la crisis del agua en Irán, principalmente en el sur, alcanzó un punto crítico, dejando a la gente sin agua durante horas. La gente salió a las calles, culpando al régimen y lo que ven como sus políticas corruptas. En Ahvaz, los alborotadores enojados bloquearon la carretera principal mientras protestaban por la grave escasez de agua en la noche del 15 de julio, lo que dio inicio a las protestas.
Según informes de Irán, ciudades como Ahvaz, Bostan y Mahshahr fueron testigos de disturbios y enfrentamientos de personas con las fuerzas de seguridad. Se utilizaron disparos masivos para dispersar a multitudes de personas en muchas áreas, como Susangerd. En Hamidiyeh, hubo una fuerte presencia policial cuando más de 300 personas comenzaron manifestaciones cantando ¡Tengo sed!.

### 16 de julio
El 16 de julio continuaron las protestas callejeras, con miles y miles de manifestantes marchando por las calles de Ahvaz, Mahshahr, Bushehr y Bostan. Según fuentes de los medios de comunicación, una persona murió por disparos durante las protestas en el sureste de Irán. La gente arrojó piedras mientras las protestas se desarrollaban durante la noche.

### 17 de julio
El 17 de julio, cientos de videos circularon en línea de periodistas ciudadanos y fuentes de medios de las marchas de protesta, como en Kut-e Abdollah, Karkheh y Shush, donde las fuerzas del régimen abrieron fuego contra los manifestantes y mataron a tres manifestantes. Se pueden escuchar disparos en otras ciudades mientras decenas de miles de manifestantes marcharon y prendieron fuego a vehículos y corearon consignas contra el gobierno.

### 18 de julio
El 18 de julio, miles de personas volvieron a manifestarse en más zonas de Irán para protestar por la escasez de agua. Los videos mostraban a personas prendiendo fuego a los neumáticos y bloqueando las carreteras con ira. Policías antidisturbios con cascos y uniformes de camuflaje se enfrentaron a los manifestantes. La policía también disparó escopetas en un video, aunque no estaba claro si se trataba de munición real o de los llamados "proyectiles de bolsas de frijoles" diseñados para ser menos letales.
En la noche del 18 y el 19, las manifestaciones se intensificaron con más violencia y protestas. En Susangerd, jóvenes desafiantes lucharon contra la Fuerza de Seguridad del Estado (SSF) fuertemente armada mientras gritaban: "No aceptaremos la humillación" y "La gente exige un cambio de régimen". Las unidades especiales antidisturbios de las SSF intentaron dispersar a los manifestantes disparando gases lacrimógenos y gas pimienta, disparando pájaros y apuntando directamente a los manifestantes indefensos, lo que hirió a muchas personas. Sin embargo, los jóvenes se resistieron a ellos arrojando piedras mientras coreaban consignas contra el régimen. En Shush, los manifestantes rodearon la oficina del gobernador. Aterrorizados por la creciente ira de los manifestantes, la SSF se retiró al edificio y cerró la puerta. Los desafiantes jóvenes prendieron fuego en la carretera principal Ahvaz-Shush en el área de Al-Hayi al norte de Ahvaz y en la carretera principal en el área de Malashiah al sur de la ciudad. En Khorramshahr (suroeste de Juzestán), para evitar la propagación de las protestas, las fuerzas de seguridad del régimen establecieron puestos de control a la entrada de la ciudad y arrestaron a jóvenes y manifestantes. Un policía fue asesinado a tiros en la protesta..

### 19 de julio
El 19 de julio, las protestas se intensificaron en Juzestán Los videos de las protestas por el agua en la provincia de Juzestán, que tiene una gran población de árabes iraníes, muestran a los manifestantes gritando en árabe: "¡Tenemos sed!", "¡Queremos que caiga el régimen!". Las carreteras fueron bloqueadas por la quema de neumáticos y piedras en Ramhormoz mientras las manifestaciones ganaban fuerza en Ahvaz, donde más de 5000 personas se reunieron coreando Queremos que caiga el régimen. Los manifestantes pidieron a los gobernadores que dimitieran fuera de las gobernaciones de ambas áreas. En otros videos, para sofocar las protestas, se vio a la policía disparando gases lacrimógenos y munición real para dispersar a los manifestantes. Se confirmó la muerte de Ghasem Khaziri, de 17 años, de la ciudad suroccidental de Ahvaz, y de Mostafa Naemavi, de 30, de la cercana ciudad de Shadegan, durante nuevas manifestaciones del 20 y 17 de julio.

### 20 de julio
El 20 de julio, los manifestantes corearon consignas contra el régimen y se manifestaron en Ahvaz, Esfahan, Teherán, Ramhormoz, Juzestán, Shadegan y Bushehr. Miles de personas se reunieron frente a las oficinas del gobernador en esas áreas y aplaudieron y bailaron, entre ellos niños. Los neumáticos se quemaron cuando la seguridad disparó balas para actuar contra los manifestantes en Ahvaz. Los videos de aficionados publicados en línea parecen mostrar una fuerte presencia policial que utiliza gases lacrimógenos para dispersar a los manifestantes en varias ciudades. En algunos videos se escuchan disparos, mientras que en otros los manifestantes parecen estar quemando neumáticos para bloquear calles y arrojar piedras a las fuerzas de seguridad.

### 21 de julio
El 21 de julio, las marchas de protesta se convirtieron en una violencia mortal. Un manifestante murió durante un enfrentamiento en Ahvaz, y las manifestaciones en Esfahan, Yazdanshahr y Susangerd se volvieron violentas. Los manifestantes que, según se decía, estaban en Masjed Soleyman corearon: "Policía, apóyenos", en referencia a las preocupaciones locales sobre las fuerzas de seguridad que están tomando medidas enérgicas contra manifestaciones anteriores. Los videos de las redes sociales que parecían ser de las protestas del martes en Izeh pero que la VOA no pudo verificar mostraban a los manifestantes cantando "Muerte a Khamenei" y "Reza Shah, bendiga su alma". En esos videos también se escuchó evidencia de violencia como disparos. “Muerte a Khamenei” ha sido un estribillo común de los manifestantes iraníes contra el gobierno enojados por el gobierno autoritario del líder supremo, el ayatolá Ali Khamenei, en los últimos años. "Reza Shah, bendiga su alma" también se ha pronunciado en oleadas anteriores de protestas callejeras iraníes como un intento menor de mostrar afecto hacia el fundador de la antigua monarquía de la nación, Reza Shah. El predecesor de Khamenei, el ayatolá Ruhollah Khomeini, derrocó al hijo de Reza Shah, Mohammed Reza, del poder en la Revolución Islámica de Irán de 1979.

### 22 de julio
En los últimos días, los medios de comunicación en idioma farsi con sede en el extranjero han transmitido videos que muestran protestas en Ahvaz, Hamidiyeh, Izeh, Mahshahr, Shadegan y Susangerd.
Se corearon cánticos como "Tengo sed, Reza Shah bendiga su alma" mientras miles continuaban protestando en Mahshahr, Susangerd, Izeh, Shush y Bandar Abbas el 22 de julio, y los disparos se hicieron evidentes. Se publicó un video viral en el que una mujer preguntaba a un oficial de policía por qué disparaban contra los manifestantes. Se informó de otra muerte cuando un hombre recibió un disparo, lo llevaron al hospital pero se confirmó que estaba muerto. También se ha informado de la interrupción de los servicios de Internet en la región, ya que los residentes de Teherán protestaron en apoyo de los khuzestanis. Un grupo de mujeres coreó consignas en el metro de Teherán. Se encendieron incendios y se confirmó la muerte de siete manifestantes.

### 23 de julio
Las protestas continuaron en ciudades como Ahvaz Susangerd y Mahshahr. Después de más de una semana de intensas protestas en Juzestán, el líder supremo del régimen, Ali Khamenei, derramó lágrimas y supuso simpatía por el pueblo de Juzestán el viernes. “En los últimos siete a ocho días, una de nuestras principales preocupaciones fueron los problemas de Juzestán y el problema del agua de la gente. Es realmente doloroso para cualquiera ver la provincia de Juzestán, con toda su gente leal, con todas las instalaciones y recursos naturales que tiene, con todas las fábricas que tiene, ver a la gente viviendo en tales condiciones que se enojan ”, dijo Khamenei. en comentarios televisados. Omid Azarkhush, de 20 años, fue asesinado el 22 de julio en Aligoudarz, en el oeste de Irán, tras los tiroteos en la ciudad. Más de 100 han sido detenidos desde el 14 de julio. En Ahvaz, los manifestantes bloquearon una carretera y una carretera para protestar por la escasez de agua. Las llamas se elevaron en Susangerd y Lorestan durante las protestas.

### 24 de julio
El 24 de julio, se llevaron a cabo importantes protestas en la ciudad noroccidental de Tabriz en solidaridad con las protestas en Juzestán. Cantaban "Muerte al dictador" en apoyo de los manifestantes en Juzestán. Mientras tanto, en Ahvaz, Shadegan y Mahshahr, ocurrieron más protestas importantes, así como protestas en Lorestan y Aligudarz. La policía abrió fuego contra los manifestantes en Shadegan y Mahshahr hoy, con un funeral de un manifestante celebrado en Izeh. Según los informes, estallaron protestas contra el gobierno en la vecina Zanjan para protestar por el uso de la fuerza contra los manifestantes por el agua en Ahvaz y Aligudarz. La gente de la lejana Bojnourd, en la provincia de Khorasan, salió el sábado para expresar su solidaridad con Juzestán y gritar: "No tengas miedo, estamos todos juntos".

### 25 de julio
Se informó que la gente se reunió y protestó en Saqqez en el Kurdistán iraní. Las protestas también continuaron en la provincia de Juzestán y en la provincia de Azerbaiyán Oriental, también se informó de Seguridad Pesada en Tabriz, los manifestantes también vieron a los manifestantes con los ojos vendados.

### 26 de julio
Las protestas llegaron a Teherán, la capital de Irán. También en otras partes de Karaj, la gente protestó, los empleados del Hospital Khomeini en Karaj marcharon en las calles hoy para exigir sus salarios impagos y expresar sus problemas económicos. Coreaban: "¿A dónde se fue nuestro dinero? ¡En los bolsillos de los funcionarios!". Por tercer día en Izeh, las protestas también continuaron allí.